# Ковалівська волость (Васильківський повіт)
Ковалівська волость — адміністративно-територіальна одиниця Васильківського повіту Київської губернії з центром у селі Ковалівка.
Станом на 1886 рік складалася з 6 поселень, 6 сільських громад. Населення — 8491 особа (4214 чоловічої статі та 4277 — жіночої), 1438 дворових господарства.
|                     | Площа, десятин | У тому числі орної, дес. |
| ------------------- | -------------- | ------------------------ |
| Сільських громад    | 8905           | 7150                     |
| Приватної власності | 7460           | 4951                     |
| Іншої власності     | 173            | 127                      |
| Загалом             | 16538          | 12228                    |

Основні поселення волості:
- Ковалівка — колишнє власницьке село при річці Кам'янка, 2245 осіб, 379 дворів, православна церква, 6 постоялих будинків. За 2 версти — залізнична станція Устинівка.
- Вінницькі Стави — колишнє власницьке село при безіменній річці, 1098 особи, 288 дворів, православна церква, школа, 3 постоялих будинки, крупорушка.
- Кищенці — колишнє власницьке село при річці Кам'янка, 790 осіб, 114 двори, постоялий будинок.
- Паляничинці — колишнє власницьке село при річці Кам'янка, 1069 осіб, 153 двори, православна церква, постоялий будинок, водяний млин.
- Пологи — колишнє власницьке село при безіменній річці, 1236 осіб, 288 дворів, православна церква, школа, 2 постоялих будинки, 3 вітряних млини.
- Устимівка (Соколов) — колишнє власницьке село при річці Кам'янка, 1517 осіб, 216 дворів, 6 постоялих будинків, 2 лавки, 3 водяних млини.

Старшинами волості були:
- 1909—1913 року — Митрофан Григорович Кравченко[2],[3],[4],[5];
- 1915 року — Феодосій Опанасович Нестеренко[6].